# Partida de Montoliu
Montoliu és una partida de terra del terme de Reus a la comarca catalana del Baix Camp. Els documents més antics conservats a l'Arxiu Municipal de Reus presenten però la grafia Montsoriu.
Es considera que aquesta partida està limitada per la carretera de La Selva i el Camí de Valls, el Barranc del Cementiri i la Riera d'Almoster, abans de convertir-se en Riera de la Quadra. El travessa el Camí del Burgar. Té al costat les partides del Matet, el Burgar, el Burgaret i Rojals.